# Kastlösa
Kastlösa är en tätort och kyrkby i Kastlösa socken i Mörbylånga kommun i Kalmar län, belägen på sydvästra Öland cirka en mil söder om centralorten Mörbylånga. Länsväg 136 går rakt igenom byn.
Kastlösa ligger på gränsen till Stora alvaret.

## Befolkningsutveckling
| Befolkningsutvecklingen i Kastlösa 1960–2020 | Befolkningsutvecklingen i Kastlösa 1960–2020 | Befolkningsutvecklingen i Kastlösa 1960–2020 | Befolkningsutvecklingen i Kastlösa 1960–2020 | Befolkningsutvecklingen i Kastlösa 1960–2020 |
| -------------------------------------------- | -------------------------------------------- | -------------------------------------------- | -------------------------------------------- | -------------------------------------------- |
|                                              |                                              |                                              |                                              |                                              |
| År                                           |                                              |                                              | Folkmängd                                    | Areal (ha)                                   |
| 1960                                         | 1960                                         |                                              | 394                                          |                                              |
| 1965                                         | 1965                                         |                                              | 372                                          |                                              |
| 1970                                         | 1970                                         |                                              | 320                                          |                                              |
| 1975                                         | 1975                                         |                                              | 271                                          |                                              |
| 1980                                         | 1980                                         |                                              | 273                                          |                                              |
| 1990                                         | 1990                                         |                                              | 237                                          | 90                                           |
| 1995                                         | 1995                                         |                                              | 252                                          | 91                                           |
| 2000                                         | 2000                                         |                                              | 227                                          | 91                                           |
| 2005                                         | 2005                                         |                                              | 208                                          | 91                                           |
| 2010                                         | 2010                                         |                                              | 201                                          | 91                                           |
| 2015                                         | 2015                                         |                                              | 202                                          | 103                                          |
| 2020                                         | 2020                                         |                                              | 219                                          | 102                                          |
|                                              |                                              |                                              |                                              |                                              |

## Samhället
Här ligger Kastlösa kyrka. Här finns även församlingshem med restaurang. Tidigare fanns här en stiftsgård.
Kastlösa består av hus på bägge sidor om huvudvägen ned till södra Öland.